# Johnny Watkiss
Johnny Watkiss (28 marzo 1941) è un ex calciatore australiano, di ruolo difensore.

## Carriera
Con la Nazionale australiana ha preso parte ai Mondiali 1974.